# 고속 상향 패킷 접속
고속 상향 패킷 접속(HSUPA, High Speed Uplink Packet Access)는 WCDMA를 확장한 이동통신모듈의 규격이다. 2007년에 나온 HSDPA와 같이 WCDMA 표준을 따르고 있으며, HSDPA에서 업로드 속도를 증가시킨 기술이다. 다운로드 속도는 HSDPA의 최대 속도인 13.976 Mbps이고, 업로드 속도는 최대 5.8 Mbps이다. 

## 같이 보기
- 고속 패킷 접속